# 徐文盛
徐文盛，字道茂，彭城人。
其父徐慶之。徐文盛長於水戰，为寧州刺史。太清二年（548年），侯景之亂時任左衛將軍，徐文盛在貝磯（今湖北黃岡附近）擊敗任约，斬任約部將叱羅通，進駐大舉口（今湖北黃岡北）。
徐文盛妻石氏為侯景所奪，侯景歸還其妻，徐文盛心生感激，縱敵入掠。萧绎有所觉察，将徐文盛调回江陵。有人向萧绎告发徐文盛貪渎，萧绎将徐文盛下狱。不久處死。其妻石氏亦饮鸩死。

## 延伸阅读
[在维基数据编辑]
 《梁書/卷46》，出自姚思廉《梁書》
 《南史·卷64》，出自李延壽《南史》